# François Clouet
François Clouet (Tours, 1515 – Parigi, 22 dicembre 1572) è stato un pittore francese, figlio di Jean Clouet.
Lavorò presso la corte reale di Francia, dove realizzò numerosi ritratti a mezzobusto; fu il ritrattista dei re Enrico II, Francesco II e Carlo IX. Il suo ultimo capolavoro è il ritratto della regina Elisabetta d'Austria, opera oggi conservata al museo del Louvre.

## Biografia
Egli fu il figlio di Jean Clouet, al quale successe come pittore ufficiale della corte dopo la morte di quest'ultimo. Potrebbe essere stato uno studente di Hans Holbein il Giovane.
Sulla vita di François si hanno poche informazioni in più che su quella di suo padre; il suo certificato di morte indica che non era sposato e che aveva due figlie legittime. Non si sa nulla delle sue opere per il re Francesco I fino al funerale di quest'ultimo che dovette organizzare (con la creazione della maschera funebre del re).
Solo due suoi quadri sono firmati: il Ritratto di Pierre Quthe (al museo del Louvre) e la Dama al bagno (conservata alla National Gallery of Art, a Washington).
Tuttavia, è probabile che sia stato l'autore dei ritratti ufficiali dei re di Francia che gli sono attribuiti generalmente, Enrico II (museo della reggia di Versailles, galleria degli Uffizi e palazzo Pitti a Firenze), Carlo IX (Kunsthistorisches Museum, Vienna), così come altri ritratti, Claude de Beaune (Louvre), Giovanna d'Albret, Margherita di Francia (museo Condé, Chantilly). Queste attribuzioni si basano in generale sui disegni di Clouet, dei quali se ne contano una cinquantina, conservati al gabinetto delle Stampe della biblioteca nazionale di Parigi, al British Museum a Londra e al museo Condé di Chantilly.
È molto difficile distinguere tra la mano di François Clouet e quella di certi ritrattisti contemporanei che furono senza dubbio dei suoi assistenti. I disegni di François Clouet e dei suoi collaboratori si distinguono per la loro finezza e per la loro espressività da una intera produzione talvolta di una qualità onorevole, ma spesso di una grande mediocrità.

## Opere
François Clouet continuò l'attività da ritrattista di suo padre, e la sua arte presenta molte analogie con lo stile del quale Jean fu l'inventore: una stessa sobrietà, la concentrazione sulla ricerca della somiglianza e la stessa cura nell'evitare qualunque dettaglio superfluo. Ma egli andò oltre soprattutto nelle sue opere dai temi galanti (la Dama al bagno) e satirici (La Farce des Grecs descendue).

### Disegni
I disegni di François non possiedono la leggerezza aerea di quelli di Jean, ma come ritratti non sono meno suggestivi, e fu lui il primo che decise di dare loro una finitura che attesta che egli non li considerava più come degli schizzi preparatori, ma come delle opere d'arte finite in sé. I 54 disegni di François Clouet sparsi tra il museo Condé di Chantilly e il gabinetto delle Stampe a Parigi superano quelli di suo padre nel sentiero che costui aveva aperto.

### Dipinti

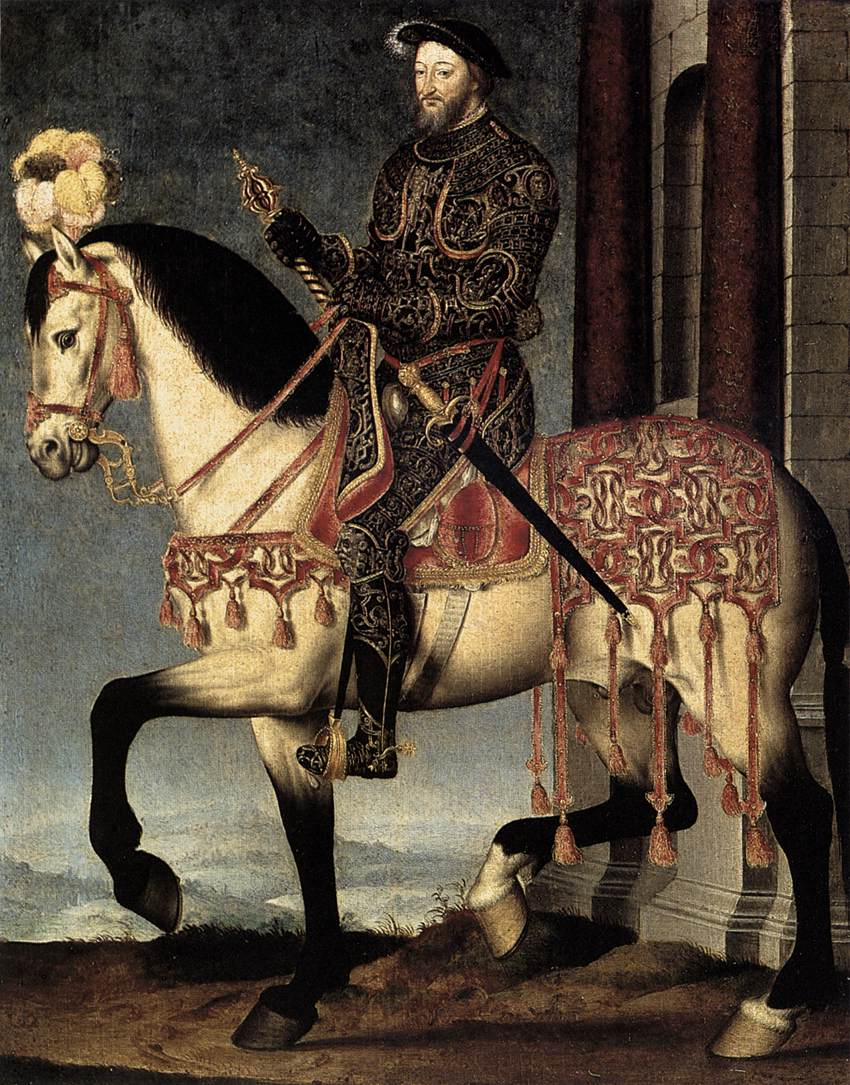
Francesco I a cavallo, 1540 circa, galleria degli Uffizi

Per quanto riguarda i suoi ritratti dipinti, la loro tecnica è più brillante e più libera che quella di Jean. Si sente anche l'influenza di Holbein nel ritratto di Enrico II, quella dei veneziani e quella del Primaticcio nel quadro firmato della collezione Cook, come pure quella del Tiziano (la Venere di Urbino) nei ritratti di Diana di Poitiers.
Come i manieristi fiorentini, nel ritratto del suo vicino e amico, lo speziale Pierre Quthe, datato al 1562, egli pose ai suoi lati un erbario che richiama la sua attività e collocò il suo modello in un interno materializzato da un tavolo e una tenda.
Il piccolo ritratto equestre conservato agli Uffizi è quasi una copia di quello del Louvre di suo padre. Egli vi aggiunse un paesaggio che dà della profondità al quadro e delle colonne che evocano l'architettura antica.

### Altre opere
Oltre a essere un pittore di corte, egli partecipò a dei grandi progetti come quello per i funerali di Francesco I nel 1547 e di Enrico II nel 1559, dei monarchi dei quali egli realizzò le maschere mortuarie.

## Galleria d'immagini

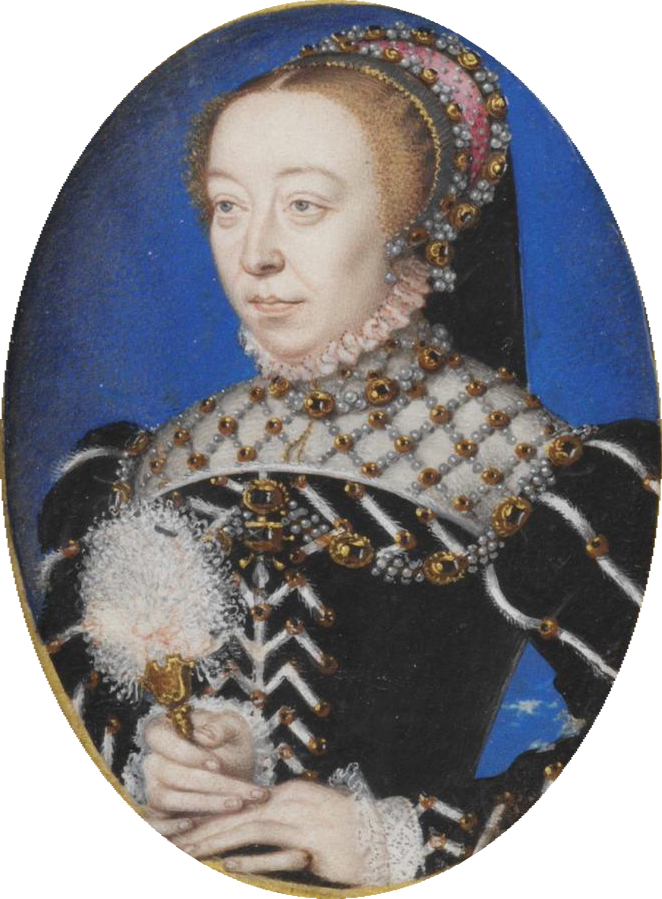
Caterina de' Medici regina di Francia. 1555
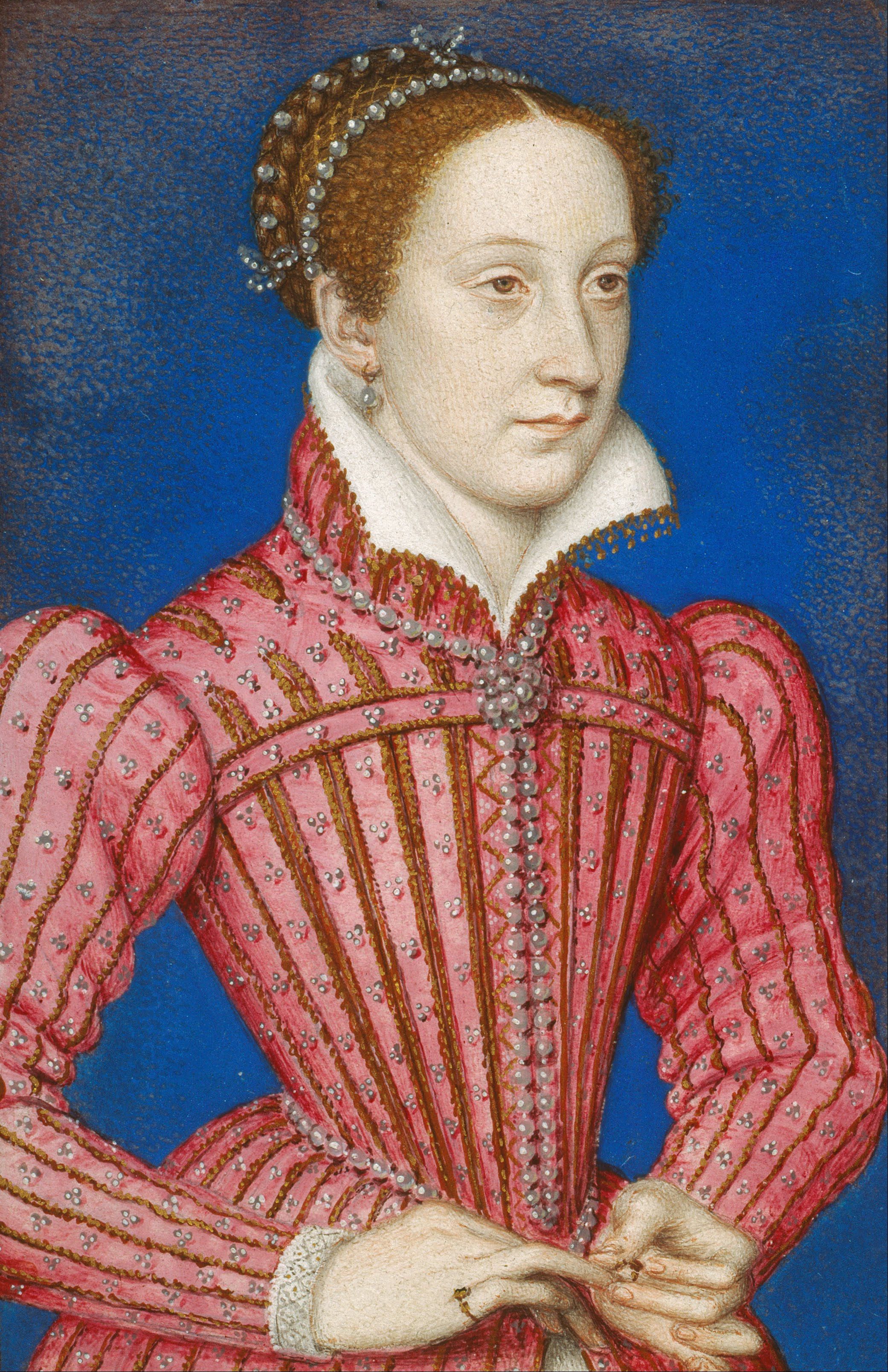
Maria Stuarda, delfina di Francia. 1558
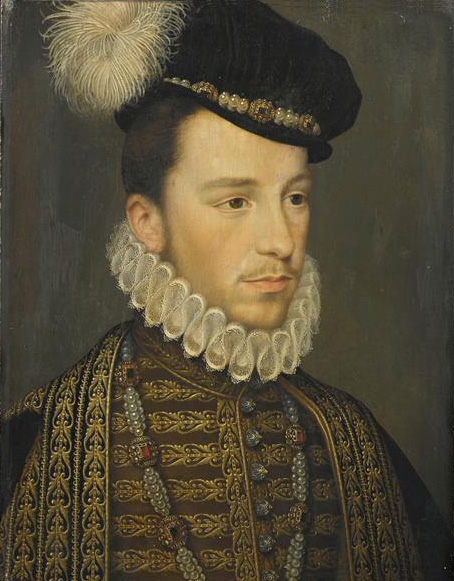
Enrico d'Angiò, futuro Enrico III di Francia. 1570
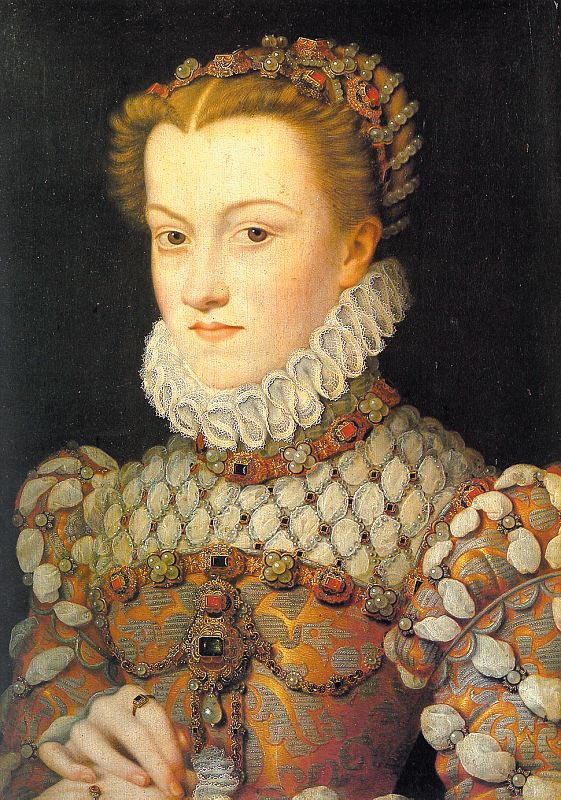
Elisabetta d'Austria, regina di Francia. 1572